# 24.ª Divisão (Japão)
A 24ª Divisão foi uma divisão de infantaria do Império do Japão que serviu durante a Segunda Guerra Mundial. A divisão foi formada no dia 6 de outubro de 1939 em Kumamoto, sendo destruída em Okinawa no mês de julho de 1945.

## Comandantes
| Comandante                     | Data                                         |
| ------------------------------ | -------------------------------------------- |
| Lt. General Yoshikatsu Kuroiwa | 2 de outubro de 1939 - 1 de março de 1941    |
| Lt. General Hiroshi Nemoto     | 1 de março de 1941 - 7 de fevereiro de 1944  |
| Lt. General Tatsumi Amamiya    | 7 de fevereiro de 1944 - 30 de junho de 1945 |

## Subordinação
- 5º Exército - 7 de outubro de 1939
- 32º Exército - agosto de 1944

## Ordem da Batalha
- 24. Grupo de Infantaria (desmobilizada 1 de março de 1944)
- 22. Regimento de Infantaria
- 32. Regimento de Infantaria
- 89. Regimento de Infantaria
- 24. Regimento de Reconhecimento
- 42. Regimento de Artilharia de Campo
- 24. Regimento de Engenharia
- 24. Regimento de Transporte
- Unidade de comunicação